# Bradley de Nooijer
Bradley de Nooijer (sinh ngày 7 tháng 11 năm 1997) là một cầu thủ bóng đá người Hà Lan thi đấu ở vị trí trung vệ hoặc hậu vệ trái cho câu lạc bộ România Viitorul Constanța.

## Sự nghiệp câu lạc bộ
Anh ra mắt chuyên nghiệp tại Eerste Divisie cho FC Dordrecht vào ngày 5 tháng 8 năm 2016 trong trận đấu trước FC Oss.